# The Academic
The Academic é uma banda irlandesa de rock indie formada em Rochfortbridge, no Condado Westmeath, na Irlanda, no ano de 2013. O grupo é composto por Craig Fitzgerald, Dean Gavin e os irmãos Matthew e Stephen Murtagh.
Seu primeiro álbum de estúdio, Tales from the Backseat, foi lançado em janeiro de 2018, sendo o primeiro colocado no Irish Albums Chart, uma parada musical Irlandesa. O trabalho recebeu uma indicação na categoria Álbum do Ano no Choice Music Prize em janeiro de 2019.

## História

### Formação e primeiros anos (2013-2016)
A The Academic foi formada em 2013, quando Fitzgerald, Gavin e os irmãos Murtagh estavam na escola secundária de St. Joseph, Rochfortbridge.
Em janeiro de 2016, a banda foi selecionada pelo RTÉ 2FM para representar a Irlanda no Eurosonic Noorderslag na Groninga, o que resultou em multidões no festival e extensa transmissão de rádio na Europa naquele ano.

### Tales from the Backseat(2017-2019)
A banda anunciou em 26 de outubro de 2017 que seu primeiro álbum, Tales from the Backseat, seria lançado em 12 de janeiro de 2018. O álbum foi lançado com elogios da crítica, entrando na parada de álbuns da Irlanda como número um daquele ano.
Seu maior show até o momento ocorreu no Iveagh Gardens, em Dublin, em 20 de julho de 2018, antes de embarcarem em uma turnê nos EUA, Europa, Reino Unido e Irlanda no outono de 2018.
O álbum foi indicado na categoria álbum do ano no Choice Music Prize em janeiro de 2019.

### Dias atuais (2020)
A banda assinou contrato com a Capitol Records em maio de 2020.

## Membros
Atualmente, a The Academic é composta por:
- Dean Gavin (bateria)
- Craig Fitzgerald (vocal e guitarra)
- Matthew Murtagh (guitarra)
- Stephen Murtagh (baixo)

## Discografia

### Álbuns
| Título                  | Detalhes do álbum                                                 |
| ----------------------- | ----------------------------------------------------------------- |
| Tales from the Backseat | - Lançamento: 30 de outubro de 2015 - Gravadora: Room 6, Downtown |

### Reproduções estendidas
| Título        | Detalhes do álbum                   |
| ------------- | ----------------------------------- |
| Loose Friends | - Lançamento: 12 de janeiro de 2018 |

### Singles
| Título                     | Ano  | Álbum                   |
| -------------------------- | ---- | ----------------------- |
| "Girlfriends"              | 2013 | single sem álbum        |
| "Different"                | 2015 | Loose Friends           |
| "Northern Boy"             | 2015 | Loose Friends           |
| "Mixtape 2003"             | 2016 | single sem álbum        |
| "Bear Claws"               | 2017 | Tales from the Backseat |
| "Permanent Vacation"       | 2017 | Tales from the Backseat |
| "Why Can't We Be Friends?" | 2017 | Tales from the Backseat |
| "Bite My Tongue"           | 2017 | Tales from the Backseat |
| "Fake Id"                  | 2017 | Tales from the Backseat |
| "Superlike"                | 2019 | single sem álbum        |
| "Aftertaste"               | 2019 | single sem álbum        |
| "Anything Could Happen"    | 2020 | single sem álbum        |